# Streets of Shanghai
Streets of Shanghai è un film muto del 1927 diretto da Louis J. Gasnier.

## Trama
A Shanghai, la missionaria americana Mary Sanger suscita l'ira di Fong Kiang, un boss locale, portando via da un bordello una bambina cinese. Mary, innamorata del sergente Lee, ha come rivale Sadie, una ex-prostituta. Il figlio di Fong, Eugene, ama a sua volta Mary, ma il giovane resta accidentalmente ucciso nel corso dell'attacco che suo padre sferra con i suoi contro la missione. Durante l'assedio, Mary finalmente dichiara a Lee di amarlo: mentre i cinesi sfondano le difese entrando nella missione, i due si abbracciano. Non tutto è però perduto: la piccola cinese che è corsa a chiamare aiuto, ritorna alla missione con un piccolo esercito di marine.

## Produzione
Il film fu prodotto dalla Tiffany-Stahl Productions.

## Distribuzione
Il copyright del film, richiesto dalla Tiffany Productions, Inc., fu registrato il 4 gennaio 1928 con il numero LP24824.
Distribuito dalla Tiffany-Stahl Productions, il film uscì nelle sale statunitensi il 15 dicembre 1927.
Non si conoscono copie ancora esistenti della pellicola che viene considerata presumibilmente perduta.